# Kazgöl, Malazgirt
Kazgöl là một xã thuộc huyện Malazgirt, tỉnh Muş, Thổ Nhĩ Kỳ. Dân số thời điểm năm 2011 là 440 người.